# كين هينسلي
كين هينسلي (24 أغسطس 1945 - 4 نوفمبر 2020)، هو عازف بيانو وعازف قيثارة ومغن مؤلف بريطاني، ولد في بلامستد في المملكة المتحدة.

## وصلات خارجية
- الموقع الرسمي
- كين هينسلي على موقع IMDb (الإنجليزية)
- كين هينسلي على موقع ميوزك برينز (الإنجليزية)
- كين هينسلي على موقع إن إن دي بي (الإنجليزية)
- كين هينسلي على موقع أول ميوزيك (الإنجليزية)
- كين هينسلي على موقع ديسكوغز (الإنجليزية)